# سامي جونز (لاعب كريكت)
سامي جونز (1 أغسطس 1861 - 14 يوليو 1951) (بالإنجليزية: Sammy Jones)‏ هو لاعب كريكت أسترالي ونيوزلندي. شارك مع منتخب أستراليا الوطني للكريكت.

## وصلات خارجية
- سامي جونز على موقع إي آس بي آن كريك إنفو (الإنجليزية)